# 평론가
평론가(評論家), 시사평론가(時事評論家), 비평가(批評家), 논평가(論評家)는 평론을 하는 사람을 의미한다. 미술, 문학, 음악, 영화, 연극, 패션, 건축, 음식 등 각종 주제를 두고 평론할 수 있으며, 심지어 정부 정책을 주제로 삼을 수도 있다. 평론가의 평론은 항상 주관성을 수반하기 때문에 평론가는 다른 평론가의 평론을 받을 수 있다. 비평가들은 사회 정책이나 정부 정책을 주제로 삼을 수도 있다. 비판적 사고에서 나온 것이든 아니든 비판적 판단은 검토 중인 항목이 목적을 달성한 정도, 작성자의 의도, 맥락에 대한 지식을 포함하여 다양한 요소를 평가한다. 긍정적이거나 부정적인 개인적 반응도 포함될 수 있다.
좋은 비평가의 특징은 명확성이며, 바람직하게는 높은 수준의 호소력과 기술을 갖춘 언어를 사용할 수 있는 능력을 갖춘 것이다. 공감, 감수성, 통찰력도 중요하다. 비평가는 형식, 스타일 및 매체를 모두 고려한다. 건축이나 음식비평에서는 물건의 기능, 가치, 비용 등이 요소로 추가될 수 있다.
비평가들은 평가의 질이나 평판 때문에 공개적으로 받아들여지고 상당 부분 추종을 받는다. 예술, 음악, 연극, 건축에 대한 영향력 있는 비평가들은 종종 완전한 책으로 자신의 주장을 제시한다. 매우 유명한 예 중 하나는 존 러스킨의 건축의 일곱 등불(Seven Lamps of Architecture)과 베네치아의 돌이다. 비평가들은 다양한 이론적 입장을 바탕으로 평가를 내릴 수 있다. 예를 들어, 여성주의적 관점이나 프로이트적 관점을 취할 수 있다.
웹사이트나 출판물에 작성된 편지를 통해 주제에 대해 편집하는 다른 개인과 달리, 전문 비평가는 인쇄, 라디오, 잡지, 텔레비전 또는 인터넷 회사에 대한 평가 및 의견을 작성하기 위해 급여를 받는다. 개인적인 의견이 신중한 판단보다 중요할 때 시사, 공보, 스포츠, 미디어, 예술 등 어떤 분야에서든 의견을 제시하는 사람들은 비평가 대신 "전문가"로 불리는 경우가 많다.
최종 비판적 판단에는 항상 주관성이 수반되기 때문에 비평가들은 경쟁하는 비평가들에게 종속된다. 확고한 비평가는 취향이나 의견에 대한 대중의 중재자로서 강력한 역할을 할 수 있다. 또한 비평가나 비평가 그룹이 인정(recognition) 상징을 수여할 수도 있다.

## 같이 보기
- 미술 평론
- 미술사학자
- 비판철학
- 비판 이론
- 비판적 사고
- 비판
- 영화 평론
- 문학평론
- 리뷰 (용어)
- 사회 평론
- 본문 비평